# Herb Józefowa (powiat biłgorajski)
Herb Józefowa – jeden z symboli miasta Józefów i gminy Józefów w postaci herbu. 

## Wygląd i symbolika
Tarcza herbowa herbu jest czerwona, gotycka o prostej krawędzi górnej i dwóch przecinających się łukach bocznych. Widnieje na niej postać św. Józefa ubranego w błękitne szaty, ze złotym nimbem i srebrną lilią w lewej dłoni. Święty stoi na błękitnym obłoku, na którym umieszczone są trzy włócznie złote w rozstrój, środkowa na opak.
Trzy włócznie pochodzą z herbu szlacheckiego Jelita należącego do Zamoyskich.